# Phylarchos
Phylarchos (altgriechisch Φύλαρχος Phýlarchos, deutsch auch Phylarchos von Athen) war ein antiker griechischer Geschichtsschreiber. Er lebte in der zweiten Hälfte des 3. Jahrhunderts v. Chr.
Phylarchos ist als historische Persönlichkeit nicht fassbar. Über ihn ist im Wesentlichen nur bekannt, dass er aus Athen oder Naukratis stammte, ein Zeitgenosse des Aratos von Sikyon war und außer einigen kleineren Schriften (u. a. eine kurze Sagengeschichte) die Historien, ein umfangreiches Werk in 28 Büchern, verfasste.  Dieses behandelte die Geschichte der 53 Jahre vom Einfall des Pyrrhos in die Peloponnes und dessen damit verbundenen Tod (272 v. Chr.) bis zum Tode des spartanischen Königs Kleomenes III. in Ägypten (220/219 v. Chr.). Damit begann Phylarchos bei seiner Darstellung der Geschichte der griechischen Staatenwelt zeitlich etwa dort, wo die Vorgängerwerke des Duris von Samos und Hieronymos von Kardia endeten. Ebenso wie diese historischen Abhandlungen sind allerdings auch die Historien des Phylarchos größtenteils verloren; nur 60 daraus stammende Fragmente blieben erhalten.
Der Schreibstil des Phylarchos wurde von den Attizisten äußerst abschätzig beurteilt. Er gilt aber als bedeutender Vertreter der "tragischen" bzw. "mimetischen" hellenistischen Geschichtsschreibung. Seine Historien waren anschaulich und lebhaft geschrieben, wobei er oft das Leid der Frauen und Kinder wirksam in den Mittelpunkt zu stellen wusste. Sie enthielten auch Sagen, wunderbare Geschehnisse, Anekdoten sowie erotische, geographische und volkskundliche Passagen. Viele dieser Exkurse waren indessen geschichtlich fragwürdig. Polybios, der die Historien des Phylarchos fortsetzte, kritisierte diesen polemisch. Er bezichtigte ihn der Geschichtsfälschung, da Phylarchos zu sehr für Kleomenes III. Partei ergreife und eine feindliche Haltung gegenüber seinem Gegenspieler Aratos von Sikyon einnehme; außerdem schildere er die von ihm berichteten Ereignisse zu sensationsheischend und gehe nicht auf deren tiefere Ursachen ein. Diese Auffassung scheint aber in ihrer Objektivität durch die Tatsache getrübt, dass Polybios seinerseits große Sympathien für Aratos und die Achaier hegte und daher teilweise einseitig parteiisch urteilte. Zwar dürfte Phylarchos’ Glaubwürdigkeit unter seiner dramatisierenden Darstellungsweise geschichtlicher Vorgänge und seiner Begeisterung für Kleomenes III. gelitten haben, doch lässt sich aus Polybios’ ausführlicher Kritik nicht belegen, dass er Tatsachen absichtlich verdrehte oder verschwieg.
Für den Zeitabschnitt, den Phylarchos schilderte, scheint er eine wichtige Quelle für spätere Autoren gewesen zu sein; es ist jedenfalls kein anderer Historiker bekannt, der für die genannte Epoche eine Zeitgeschichte der gesamten hellenistischen Reiche niedergeschrieben hätte. Plutarch schöpfte Phylarchos’ Historien als wichtigste Quelle für seine Biographien des Agis IV. und Kleomenes III. aus. Ferner zog er sie bisweilen auch für seine Lebensbeschreibungen des Aratos und Pyrrhos heran. Zum Benutzerkreis des Phylarchos zählte auch Pompeius Trogus, dessen Geschichtswerk nur in der Epitome des Marcus Iunianus Iustinus erhalten ist. Schließlich liefert der griechische Rhetor Athenaios in seinem Werk Deipnosophistai viele, teils längere wörtliche Fragmente aus Phylarchos’ Historien.

## Ausgaben
- Felix Jacoby: Die Fragmente der griechischen Historiker (FGrHist), 1923ff., Nr. 81